# Ledio Beqja
Ledio Beqja (Castiglione del Lago, 18 giugno 2001) è un calciatore albanese, centrocampista della Dinamo City.

## Carriera

### Club
Il 26 maggio 2019 fa il suo debutto nella massima serie albanese con la maglia del Teuta.

### Nazionale
Ha giocato nelle nazionali giovanili albanesi Under-17 ed Under-19.

## Statistiche

### Presenze e reti nei club
Statistiche aggiornate al 24 luglio 2025.
| Stagione        | Squadra         | Campionato      | Campionato | Campionato | Coppe nazionali | Coppe nazionali | Coppe nazionali | Coppe continentali | Coppe continentali | Coppe continentali | Altre coppe | Altre coppe | Altre coppe | Totale | Totale |
| Stagione        | Squadra         | Comp            | Pres       | Reti       | Comp            | Pres            | Reti            | Comp               | Pres               | Reti               | Comp        | Pres        | Reti        | Pres   | Reti   |
| --------------- | --------------- | --------------- | ---------- | ---------- | --------------- | --------------- | --------------- | ------------------ | ------------------ | ------------------ | ----------- | ----------- | ----------- | ------ | ------ |
| 2018-2019       | Teuta           | KS              | 1          | 0          | CA              | 2               | 0               | -                  | -                  | -                  | -           | -           | -           | 3      | 0      |
| 2019-2020       | Teuta           | KS              | 10         | 0          | CA              | 5               | 1               | UEL                | 0                  | 0                  | -           | -           | -           | 15     | 1      |
| 2020-2021       | Teuta           | KS              | 5          | 0          | CA              | 1               | 0               | UEL                | 2                  | 0                  | SA          | 1           | 0           | 9      | 0      |
| 2021-2022       | Teuta           | KS              | 22         | 1          | CA              | 8               | 0               | UCL+UECL           | 1+1                | 0                  | SA          | 0           | 0           | 32     | 1      |
| 2022-2023       | Teuta           | KS              | 34         | 1          | CA              | 8               | 0               | -                  | -                  | -                  | -           | -           | -           | 42     | 1      |
| 2023-2024       | Teuta           | KS              | 30         | 1          | CA              | 2               | 0               | -                  | -                  | -                  | -           | -           | -           | 32     | 1      |
| 2024-gen. 2025  | Teuta           | KS              | 19         | 2          | CA              | 0               | 0               | -                  | -                  | -                  | -           | -           | -           | 19     | 2      |
| Totale Teuta    | Totale Teuta    | Totale Teuta    | 121        | 5          |                 | 26              | 1               |                    | 4                  | 0                  |             | 1           | 0           | 152    | 6      |
| gen.-giu. 2025  | Győri ETO       | NB1             | 4          | 0          | CU              | 1               | 0               | -                  | -                  | -                  | -           | -           | -           | 5      | 0      |
| 2025-2026       | Dinamo City     | KS              | 0          | 0          | CA              | 0               | 0               | UECL               | 1                  | 0                  | SA          | 0           | 0           | 1      | 0      |
| Totale carriera | Totale carriera | Totale carriera | 125        | 5          |                 | 27              | 1               |                    | 5                  | 0                  |             | 1           | 0           | 158    | 6      |

## Palmarès

### Club

#### Competizioni nazionali
- Campionato albanese: 1

Teuta: 2020-2021
- Coppa d'Albania: 1

Teuta: 2019-2020
- Supercoppa d'Albania: 2

Teuta: 2020, 2021